# Kecamatan Haurgeulis (distrikt i Indonesien, lat -6,53, long 107,97)
Kecamatan Haurgeulis är ett distrikt i Indonesien.   Det ligger i provinsen Jawa Barat, i den västra delen av landet, 130 km öster om huvudstaden Jakarta.